# Бранепільська сільська рада
| Бранепільська сільська рада — колишній орган місцевого самоврядування у Богуславському районі Київської області з адміністративним центром у с. Бране Поле. Київська обласна рада рішенням від 30 червня 2011 року в Богуславському районі перейменувала Бранопільську сільську раду на Бранепільську. Сільській раді були підпорядковані населені пункти: - с. Бране Поле |

## Склад ради
Рада складалася з 12 депутатів та голови.